# Variazioni territoriali e amministrative della Toscana

La Toscana dal 1860 al 2009

Questa pagina riassume le variazioni territoriali e amministrative della Toscana dal 1860 al 1992.

## Antecedenti storici
La regione italiana della Toscana deriva territorialmente dal Granducato di Toscana, annesso al Regno d'Italia con il plebiscito dell'11-12 marzo 1860. Lo Stato toscano si estendeva anche alla Romagna toscana, che sarebbe stata ceduta all'Emilia in epoca fascista. Non includeva invece la Lunigiana e l'Alta Garfagnana.
Il Granducato aveva conosciuto numerose variazioni amministrative.
A seguito delle Guerre d'Italia e del Trattato di Cateau-Cambrésis, Cosimo I de' Medici ottenne in feudo i territori della Repubblica di Siena, andando a controllare lo Stato “Vecchio” di Firenze e lo Stato “Nuovo” di Siena sotto forma di due diversi Ducati, che andarono a formare nel 1569 il Granducato di Toscana e costituendone la suddivisione amministrativa primaria. I due Ducati a loro volta erano suddivisi al loro interno in numerosi capitanati (tra cui quelli di Pisa, Livorno, Grosseto e Pistoia), vicariati, contee e podesterie.
Il 18 marzo 1766 la provincia senese venne divisa in due parti, superiore e inferiore: quest'ultima costituì il nucleo originario della futura provincia di Grosseto. Le province divennero cinque con la prima suddivisione in compartimenti (1º novembre 1825), che elevò a capoluogo anche Arezzo attribuendo alla sua giurisdizione comuni fiorentini e senesi.
Il 9 marzo 1848 il Granducato fu suddiviso ex novo in 7 compartimenti, più i governi di Livorno e dell'Isola d'Elba. I compartimenti e governi erano a loro volta suddivisi in 36 distretti e 246 comunità. Non si trattò tuttavia del riparto definitivo, poiché il neoistituito compartimento di Pistoia fu soppresso tre anni dopo. All'epoca dell'annessione dunque la Toscana si presentava ripartita nelle seguenti province:
- compartimento di Arezzo
- compartimento di Firenze
- compartimento di Grosseto
- compartimento di Lucca[5]
- compartimento di Pisa[6]
- compartimento di Siena
- governo di Livorno[7]
- governo dell'Isola d'Elba.

Alcune comunità mutarono provincia: la Val di Cornia (Campiglia, Piombino e Suvereto nel 1834, Monteverdi e Sassetta nel 1837) da Pisa a Grosseto, poi di nuovo a Pisa; Cetona, Chianciano, Chiusi, Montepulciano, Sarteano, Sinalunga e Torrita da Arezzo a Siena.

## 1871
La provincia di Massa e Carrara, nata dalla fusione dei territori della Lunigiana e dell'Alta Garfagnana che avevano fatto parte dal 1829 del Ducato di Modena e Reggio, era stata inserita dal 1861 nel neonato Regno d'Italia in un primo tempo nel Compartimento territoriale di Modena, Reggio e Massa e solo a partire dal censimento del 1871 venne considerata provincia toscana.

## 1923

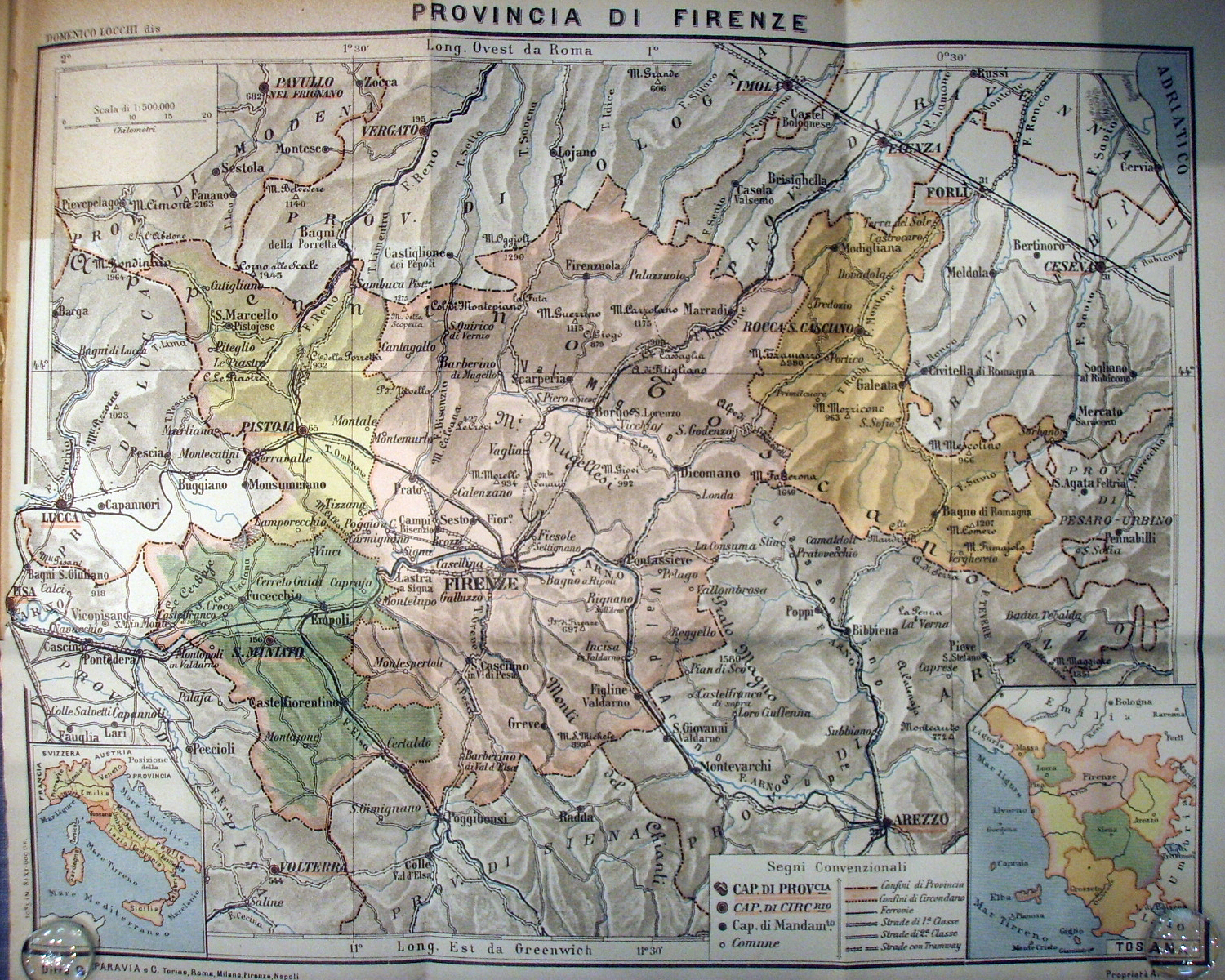
Fino al 1923 la provincia di Firenze includeva la Romagna toscana

Nel 1923 all'interno della Toscana si ebbe un'importante variazione amministrativa tra le province di Massa e di Lucca e anche una doppia modifica territoriale. La provincia di Massa subì un drastico ridimensionamento in seguito al distacco del circondario di Castelnuovo di Garfagnana. La regione perse inoltre i comuni di Calice al Cornoviglio e Rocchetta di Vara (ceduti alla Liguria), e inoltre il circondario di Rocca San Casciano, ossia gran parte della Romagna toscana (alla provincia di Forlì, in Romagna).

### Variazioni territoriali
| Comune | Comune                      | Dalla regione           | Alla regione         |
| ------ | --------------------------- | ----------------------- | -------------------- |
|        | Bagno di Romagna            | Toscana Firenze         | Romagna Forlì-Cesena |
|        | Dovadola                    | Toscana Firenze         | Romagna Forlì-Cesena |
|        | Galeata                     | Toscana Firenze         | Romagna Forlì-Cesena |
|        | Modigliana                  | Toscana Firenze         | Romagna Forlì-Cesena |
|        | Portico e San Benedetto     | Toscana Firenze         | Romagna Forlì-Cesena |
|        | Premilcuore                 | Toscana Firenze         | Romagna Forlì-Cesena |
|        | Rocca San Casciano          | Toscana Firenze         | Romagna Forlì-Cesena |
|        | Santa Sofia                 | Toscana Firenze         | Romagna Forlì-Cesena |
|        | Sorbano                     | Toscana Firenze         | Romagna Forlì-Cesena |
|        | Terra del Sole e Castrocaro | Toscana Firenze         | Romagna Forlì-Cesena |
|        | Tredozio                    | Toscana Firenze         | Romagna Forlì-Cesena |
|        | Verghereto                  | Toscana Firenze         | Romagna Forlì-Cesena |
|        | Calice al Cornoviglio       | Toscana Massa e Carrara | Liguria Spezia       |
|        | Rocchetta di Vara           | Toscana Massa e Carrara | Liguria Spezia       |

### Variazioni amministrative
| Comune | Comune                    | Dalla provincia di | Alla provincia di |
| ------ | ------------------------- | ------------------ | ----------------- |
|        | Camporgiano               | Massa e Carrara    | Lucca             |
|        | Careggine                 | Massa e Carrara    | Lucca             |
|        | Castelnuovo di Garfagnana | Massa e Carrara    | Lucca             |
|        | Castiglione di Garfagnana | Massa e Carrara    | Lucca             |
|        | Fosciandora               | Massa e Carrara    | Lucca             |
|        | Gallicano                 | Massa e Carrara    | Lucca             |
|        | Giuncugnano               | Massa e Carrara    | Lucca             |
|        | Minucciano                | Massa e Carrara    | Lucca             |
|        | Molazzana                 | Massa e Carrara    | Lucca             |
|        | Piazza al Serchio         | Massa e Carrara    | Lucca             |
|        | Pieve Fosciana            | Massa e Carrara    | Lucca             |
|        | San Romano in Garfagnana  | Massa e Carrara    | Lucca             |
|        | Sillano                   | Massa e Carrara    | Lucca             |
|        | Trassilico                | Massa e Carrara    | Lucca             |
|        | Vagli Sotto               | Massa e Carrara    | Lucca             |
|        | Vergemoli                 | Massa e Carrara    | Lucca             |
|        | Villa Collemandina        | Massa e Carrara    | Lucca             |

## 1925
Nel 1925, per interessamento diretto del gerarca fascista livornese Costanzo Ciano, la piccola provincia di Livorno - erede del compartimento granducale - fu ingrandita da 17 comuni della provincia di Pisa e dall'isola di Capraia. Quest'ultima variazione ampliò il territorio toscano (l'isola apparteneva infatti alla provincia di Genova). Pisa fu tuttavia compensata con l'acquisto di alcuni comuni del circondario di San Miniato (provincia di Firenze).

### Variazioni territoriali
| Comune | Comune        | Dalla regione  | Alla regione    |
| ------ | ------------- | -------------- | --------------- |
|        | Capraia Isola | Liguria Genova | Toscana Livorno |

### Variazioni amministrative
| Comune | Comune                  | Dalla provincia di | Alla provincia di |
| ------ | ----------------------- | ------------------ | ----------------- |
|        | Bibbona                 | Pisa               | Livorno           |
|        | Castagneto Carducci     | Pisa               | Livorno           |
|        | Cecina                  | Pisa               | Livorno           |
|        | Collesalvetti           | Pisa               | Livorno           |
|        | Campiglia Marittima     | Pisa               | Livorno           |
|        | Piombino                | Pisa               | Livorno           |
|        | Rosignano Marittimo     | Pisa               | Livorno           |
|        | Sassetta                | Pisa               | Livorno           |
|        | Suvereto                | Pisa               | Livorno           |
|        | Castelfranco di Sotto   | Firenze            | Pisa              |
|        | Montopoli in Val d'Arno | Firenze            | Pisa              |
|        | San Miniato             | Firenze            | Pisa              |
|        | Santa Croce sull'Arno   | Firenze            | Pisa              |
|        | Santa Maria a Monte     | Firenze            | Pisa              |

La città di Prato, nonostante il suo notevole sviluppo demografico ed economico, non aveva mai ottenuto autonomia amministrativa nel Granducato di Toscana. I pratesi iniziarono a rivendicarla nel 1919, e nel 1925 fu istituito il circondario di Prato con i comuni di Calenzano, Cantagallo, Montemurlo, Prato, Tizzana e Vernio. Il nuovo ente autonomo ebbe però vita brevissima: solo due anni dopo i circondari vennero aboliti.

## 1927
Nel 1927 fu istituita la provincia di Pistoia, che riunì vari comuni della provincia di Firenze, tra cui Tizzana (già compresa nell'ex circondario di Prato). L'abolizione del circondario e la contemporanea elevazione a capoluogo dell'eterna rivale furono sentite dai pratesi come una vera beffa: il regime fascista cercò allora di placare gli animi con la prassi di nominare spesso un pratese a capo della provincia di Firenze. Il 1927 vide anche la cessione di due comuni aretini all'Umbria.

### Variazioni territoriali
| Comune | Comune                     | Dalla regione  | Alla regione   |
| ------ | -------------------------- | -------------- | -------------- |
|        | Monterchi                  | Toscana Arezzo | Umbria Perugia |
|        | Monte Santa Maria Tiberina | Toscana Arezzo | Umbria Perugia |

### Variazioni amministrative
| Comune | Comune                 | Dalla provincia di | Alla provincia di |
| ------ | ---------------------- | ------------------ | ----------------- |
|        | Agliana                | Firenze            | Pistoia           |
|        | Cutigliano             | Firenze            | Pistoia           |
|        | Lamporecchio           | Firenze            | Pistoia           |
|        | Larciano               | Firenze            | Pistoia           |
|        | Marliana               | Firenze            | Pistoia           |
|        | Montale                | Firenze            | Pistoia           |
|        | Pistoia                | Firenze            | Pistoia           |
|        | Piteglio               | Firenze            | Pistoia           |
|        | Sambuca Pistoiese      | Firenze            | Pistoia           |
|        | San Marcello Pistoiese | Firenze            | Pistoia           |
|        | Serravalle Pistoiese   | Firenze            | Pistoia           |
|        | Tizzana                | Firenze            | Pistoia           |

## 1928
Nel 1928 la provincia di Pistoia si ingrandì ulteriormente con l'acquisto di dieci comuni distaccati dalla provincia di Lucca.
| Comune | Comune                     | Dalla provincia di | Alla provincia di |
| ------ | -------------------------- | ------------------ | ----------------- |
|        | Buggiano                   | Lucca              | Pistoia           |
|        | Massa e Cozzile            | Lucca              | Pistoia           |
|        | Monsummano Terme           | Lucca              | Pistoia           |
|        | Montecatini Terme          | Lucca              | Pistoia           |
|        | Montecatini Val di Nievole | Lucca              | Pistoia           |
|        | Pescia                     | Lucca              | Pistoia           |
|        | Pieve a Nievole            | Lucca              | Pistoia           |
|        | Ponte Buggianese           | Lucca              | Pistoia           |
|        | Uzzano                     | Lucca              | Pistoia           |
|        | Vellano                    | Lucca              | Pistoia           |

## 1936
Nel 1936, in occasione dell'istituzione del comune di Abetone, vi fu aggregata una zona oltre il passo, già parte del comune emiliano di Fiumalbo. Una delle numerose variazioni territoriali dei comuni toscani comportò pertanto un piccolo acquisto di territorio per la regione.

## 1939
Nel 1939, in seguito alle proteste della popolazione, il comune di Monterchi tornò in provincia di Arezzo.

## 1992
Il progetto di istituzione della provincia di Prato riprese vigore nel dopoguerra. Nel 1956 il consiglio comunale della città avanzò la richiesta ufficiale, cui seguirono le adesioni di vari comuni, inclusi alcuni enti della provincia di Pistoia (Agliana, Montale e Tizzana). La provincia pratese fu infine istituita nel 1992, ma acquistò solo sette comuni dalla provincia di Firenze e nessuno da quella di Pistoia. I comuni di Carmignano e Poggio a Caiano furono assegnati alla nuova provincia sebbene un referendum popolare avesse espresso parere contrario al distacco da Firenze.
| Comune | Comune          | Dalla provincia di | Alla provincia di |
| ------ | --------------- | ------------------ | ----------------- |
|        | Cantagallo      | Firenze            | Prato             |
|        | Carmignano      | Firenze            | Prato             |
|        | Montemurlo      | Firenze            | Prato             |
|        | Poggio a Caiano | Firenze            | Prato             |
|        | Prato           | Firenze            | Prato             |
|        | Vaiano          | Firenze            | Prato             |
|        | Vernio          | Firenze            | Prato             |